# Jetour Dashing
El Jetour Dashing o Jetour Dasheng (大圣) és un compacte crossover produït per Jetour a partir de 2022. Jetour és una marca llançada el 2018 per Chery. El Jetour Dashing és el primer vehicle que es basa en l'arquitectura Kunlun de la marca Jetour.

## Visió general

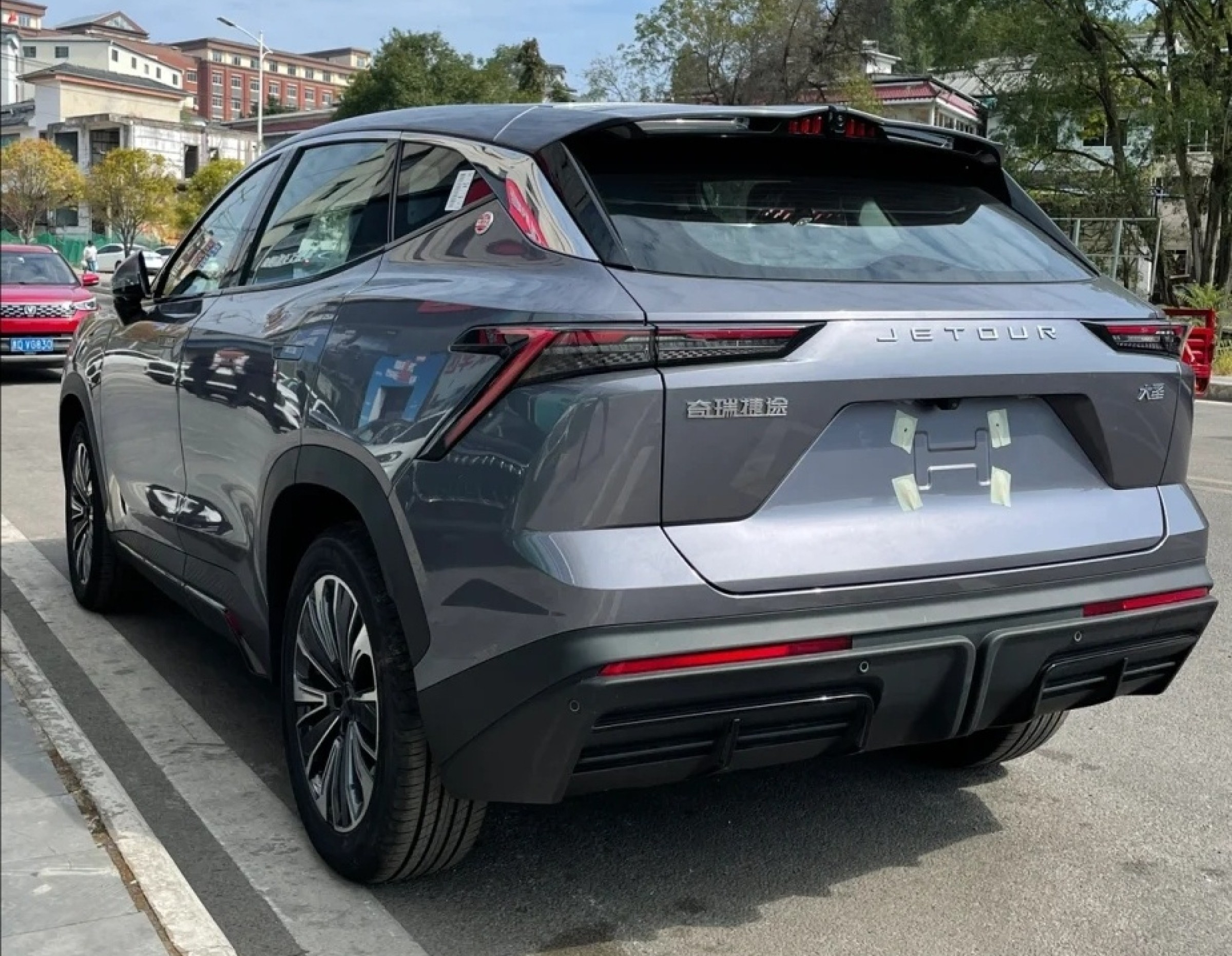
Jetour Dasheng rear quarter view

El Jetour Dashing està disponible en versions híbrides endollables de gasolina convencional i PHEV. La versió convencional de gasolina inclou dues opcions de motor amb un motor turbo d'1,5 litres acoblat a una transmissió manual de 6 velocitats o una transmissió de doble embragatge de 6 velocitats o un motor turbo d'1,6 litres acoblat a una caixa de canvis CDT de 7 velocitats. El motor turbo d'1,5 litres té una potència màxima de 156 CV i un parell màxim de 230 Nm. El motor turbo d'1,6 litres desenvolupa una potència màxima de 197 CV i un parell màxim de 290 Nm. La versió PHEV està equipada amb un motor turbo d'1,5 litres i una caixa de canvis DHT de 3 marxes que ofereix una potència màxima de 326 CV i un parell màxim de 565 Nm, alhora que ofereix una autonomia de creuer purament elèctrica de 100 km i un consum de combustible d'1L/100 km.
L'interior del Jetour Dashing inclou una pantalla de control central de 15,6 polzades i està equipat amb el xip d'alt rendiment Snapdragon de tercera generació. El sistema d'informació i entreteniment és compatible amb AutoNavi, Tencent i Maps Baidu. L'interior del Dasheng també inclou una pantalla LCD de 8 polzades, pantalla frontal HUD, un disseny de volant de fons pla, sistema de reconeixement de veu, coixinet de càrrega sense fil a la consola central i funcions d'assistència a la conducció Level2+ amb control de creuer i canvi de carril. . El Jetour Dasheng també inclou un sistema d'aire fresc d'ions negatius que ha passat l'element de filtre d'alta eficiència CN95 per crear un nivell de PM2,5 dins del vehicle.